# Prague-Express-Klasse
Die Prague-Express-Klasse ist eine Serie von Containerschiffen der Hamburger Reederei Hapag-Lloyd.

## Einzelheiten
Zur Prague-Express-Klasse gehören drei Schiffe, die von 2009 bis 2010 auf der südkoreanischen Werft Hyundai Heavy Industries gebaut wurden. Die Schiffe gleichen weitestgehend den 2005 bis 2008 abgelieferten Einheiten der Colombo-Express-Klasse sowie den Schiffen der gleichzeitig gebauten Vienna-Express-Klasse. Von letzteren unterscheiden sich die drei Prague-Klasse-Schiffe durch das abweichende Baumuster des Hauptmotors. Sie gehören mit einer Breite von 42,8 m zu den Post-Panamax-Schiffen der Reederei. Sie fahren unter deutscher Flagge mit Heimathafen Hamburg.

## Technik
Die Schiffe werden von einem Zehnzylinder-Zweitakt-Dieselmotor von Hyundai Heavy Industries mit einer Leistung von 57.200 kW angetrieben, der auf einen Festpropeller wirkt. Damit erreichen die Schiffe eine Geschwindigkeit von rund 25 kn.
Im Bug der Schiffe ist eine Querstrahlsteueranlage mit einer Leistung von 2.500 kW eingebaut.
Die Containerstellplatzkapazität beträgt 8749 TEU. Für Kühlcontainer sind 730 Anschlüsse vorhanden.

## Die Schiffe
| Prague Express    | 2067 | 9450399 | 12. Oktober 2009 24. Dezember 2009 22. März 2010  |
| Sofia Express     | 2077 | 9450404 | 30. Dezember 2009 30. April 2010 30. Juni 2010    |
| Frankfurt Express | 2098 | 9450442 | 23. November 2009 16. Februar 2010 15. April 2010 |